# 槚山乡
槚山乡，是中华人民共和国湖南省株洲市攸县下辖的一个乡镇级行政单位。

## 行政区划
槚山乡下辖以下地区：
大沧社区、灯龙桥村、沙峰村、龙蟠洲村、湖沙垅村、株形村、网金村、巷口山村、贺家湾村、伏陂村、宝山湖村和武仓村。